# جو سانشيز
جو سانشيز (بالإنجليزية: Joe Sánchez)‏ هو كاتب أمريكي، ولد في 16 يناير 1947 في سانتورس ‏ في الولايات المتحدة.